# Luxembourg Leaks

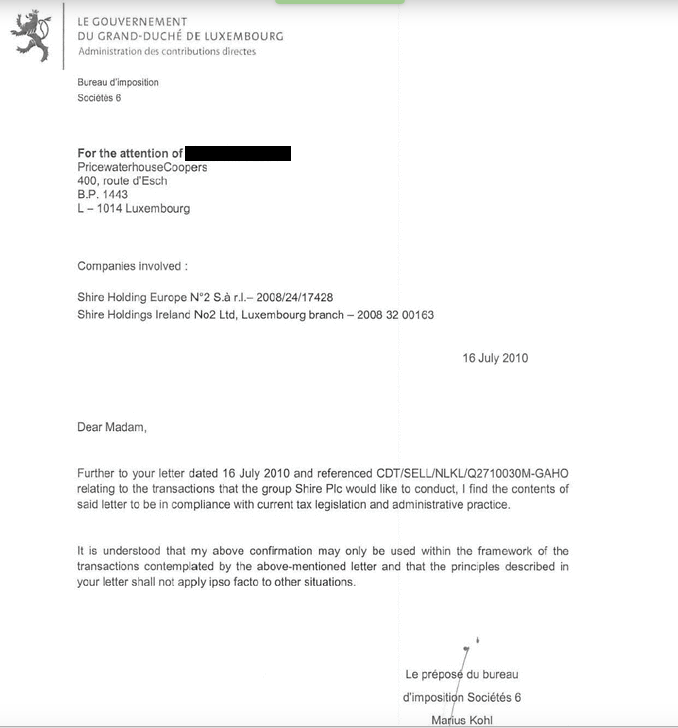
Одна з податкових постанов, підписаних Маріус Коль, яку розкрили

Luxembourg Leaks (іноді скорочено Lux Leaks або LuxLeaks) — назва фінансового скандалу, висвітленого в листопаді 2014 року в журналістському розслідуванні, яке провів Міжнародний консорціум журналістських розслідувань. Воно ґрунтується на конфіденційній інформації щодо податкових рішень Люксембургу, прийнятих компанією PricewaterhouseCoopers з 2002 по 2010 рік на користь своїх клієнтів. Результатом цього розслідування стало винесення судового вироку про ухилення від сплати податків понад трьом сотням транснаціональних компаній, розташованих у Люксембурзі.
Оприлюднення інформації LuxLeaks привернуло міжнародну увагу та викликало коментарі про схеми уникнення податків у Люксембурзі та інших країнах. Цей скандал сприяв впровадженню заходів, спрямованих на зменшення податкового демпінгу та врегулювання схем уникнення податків, вигідних для багатонаціональних компаній.
Судові аспекти цієї справи стосуються осіб, яких Люксембурзьке правосуддя звинувачує в участі у розголошенні інформації. Жодній багатонаціональній компанії не висунули звинувачень. Судовий процес LuxLeaks відбувся навесні 2016 року й призвів до засудження двох викривачів. Рішення апеляційного суду, що підтвердило грошові штрафні санкції та зменшило тривалість покарання для Дельтура винесли у березні 2017 року.

## Викриття

### Дві хвилі викриттів від МКЖР
5 листопада 2014 року Міжнародний консорціум журналістських розслідувань (МКЖР) у Вашингтоні (округ Колумбія) випустив розслідування LuxLeaks. Вісімдесят журналістів із медіа організацій по всьому світі взяли участь у співперегляді 28 тис. сторінок документів. Усі документи доступні онлайн, у зручній для пошуку базі даних, що класифікована за галузями та корпораціями, опублікованій МКЖР та іншими вебсайтами. Документи розкривають податкові правила між Люксембургом та понад 340 компаніями зі всього світу з метою зниження їх податкових платежів. Luxembourg Leaks дають уявлення про 548 податкових рішень, у період з 2002 по 2010 рік.
9 грудня 2014 року МКЖР відкрив нові назви близько 30 великих компаній, які користуються податковими рішеннями та схемами уникнення податків у Люксембурзі. Цю другу хвилю назвали «LuxLeaks 2» у доповнення до першої хвилі викриття в листопаді, під назвою «LuxLeaks 1».
Викриття LuxLeaks мали всесвітній вплив, оскільки МКЖР співпрацював з багатьма ЗМІ у всьому світі: CNBC (США), CBC (Канада), The Irish Times (Ірландія), Le Monde (Франція), Tagesanzeiger (Швейцарія), Süddeutsche Zeitung (Німеччина), Asahi Shimbun (Японія) та багатьма іншими.
У лютому 2015 року, після публікації розслідування LuxLeaks, МКЖР присудили одну з найвищих нагород Сполучених Штатів у галузі журналістики, Премію Джорджа Полка в категорії Бізнес-репортаж (МКЖР також став спів-володарем двох інших нагород). У червні 2015 року на конкурсі Data Journalism Awards МКЖР також присудили нагороду «Розслідування року» за розслідування LuxLeaks та Swiss Leaks.
Незважаючи на те, що LuxLeaks МКЖР та WikiLeaks схожі за назвою та режимом роботи (як онлайнові міжнародні некомерційні журналістські організації, що публікують конфіденційну або секретну інформацію), між ними не існує жодного відомого зв'язку.

### Як висвітлювали люксембурзький податковий режим

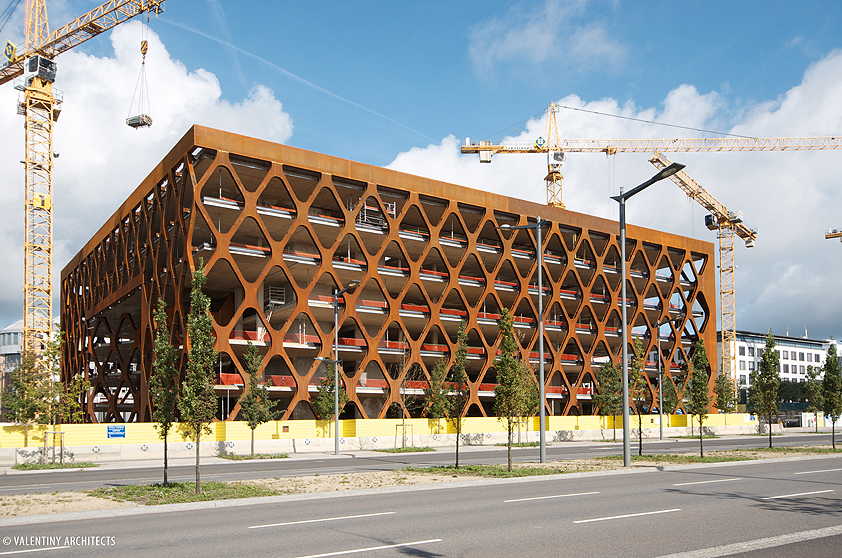
Компанія KPMG будує нову офісну будівлю для 1600 співробітників у Люксембурзі

Викриття LuxLeaks проливають світло на податковий режим у Люксембурзі, надзвичайно вигідний для багатонаціональних компаній. Іноземні корпорації почали облаштовуватись у Люксембурзі у великій кількості на початку 1990-х років, коли країна перенесла у своє національне законодавство директиву ЄС, що дозволила компаніям сплачувати податки в тій країні, де розташована їх європейська штаб-квартира, а не там, де працюють їх філії.
Великі бухгалтерські фірми («велика четвірка») встановили податкові правила на користь своїх клієнтів, багатонаціональних компаній, а потім їх затвердила люксембурзька податкова адміністрація. Податкові рішення включають схеми переказу доходів до Люксембургу. Трансфертне ціноутворення є одним з механізмів, що використовується транснаціональними корпораціями для перерозподілу прибутку. Іншим можливим механізмом є внутрішньогрупові кредити: компанія, що знаходиться в країні з високими податками, надає позику під низьку процентну ставку дочірній компанії в Люксембурзі. Процентна ставка відображає кредитний рейтинг групи компаній, наприклад 1 %. Дочірнє підприємство в Люксембурзі, як правило, створюється з метою кредитування грошей під високі процентні ставки, наприклад, 9 %, іншому дочірньому підприємству за межами Люксембургу. Оскільки податковий режим у Люксембурзі призначений для того, щоб бути вигідним для фінансового підрозділу багатонаціональних компаній, прибутки, що отримуються там, оподатковуються за дуже низькими ставками. Такі механізми є ефективними засобами для зниження податкових баз у країнах з високими податковими ставками та для переміщення прибутку до країн, де вони оподатковуються менше (див. також Розмивання оподатковуваної бази й виведення прибутку з-під оподаткування).
У багатьох випадках присутність компаній у Люксембурзі є лише символічною. Наприклад, 1600 компаній зареєстровано за однією адресою — 5, рю Гійом Кролл — у Люксембурзі.

### Законність податкових правил під сумнівом
Законність податкових рішень є сумнівною. Навіть якщо вони існують у багатьох європейських країнах, податкові рішення, як правило, вважаються державною допомогою, що здатна викривити конкуренцію. В останні роки Генеральний директорат з питань конкуренції Європейської Комісії розпочав декілька розслідувань.
У жовтні 2015 року Європейська Комісія дійшла висновку, що податкові рішення на користь компаній Fiat Finance and Trade у Люксембурзі та Starbucks у Нідерландах є незаконною державною допомогою. Під час прес-конференції Комісар Європейської Комісії з питань конкуренції Марґрете Вестаґер підтвердила: «Ми використали інформацію з LuxLeaks, як ринкову інформацію […] Викривач також тут відіграє важливу роль.»
Після розкриття LuxLeaks було проведено кілька розслідувань щодо інших багатонаціональних компаній. З грудня 2015 року компанія McDonald's є предметом розслідування, розпочатого Генеральним директором з питань конкуренції Європейської Комісії. Вона розглядає систему ліцензій, оплачених європейськими дочірніми компаніями McDonald's власній філії в Люксембурзі. Понад один мільярд євро податкових збитків, завданих європейським державам, поставлено на карту за період з 2009 по 2013 рік. McDonald's не став чекати висновків розслідувань, і у грудні 2016 року оголосив про перенесення своєї податкової філії з Люксембургу до Сполученого Королівства. Зараз також провадять розслідування, що відкрили проти компаній Amazon у 2014 році та GDF-Suez (нині Engie) у 2016 році за їх податкові схеми у Люксембурзі. ЄС також тримає на своєму радарі компанію Ikea.
11 січня 2016 року Європейська Комісія дійшла висновку, що система пільгових податків, створена в Бельгії 2005 року, є незаконною. Отже, тридцять п'ять великих багатонаціональних компаній, які скористалися цією незаконною податковою системою, повинні будуть відшкодувати дефіцит податку, який оцінюється щонайменше у 700 мільйонів євро. Посилаючись на зміну вектора щодо корпоративного оподаткування в Європі, Комісар ЄС з питань конкуренції Марґрете Вестаґер сказала: «Я думаю, що кожен повинен подякувати і викривачу, і журналістам-слідчим, які вкладають у цю справу багато зусиль».

## Вплив LuxLeaks

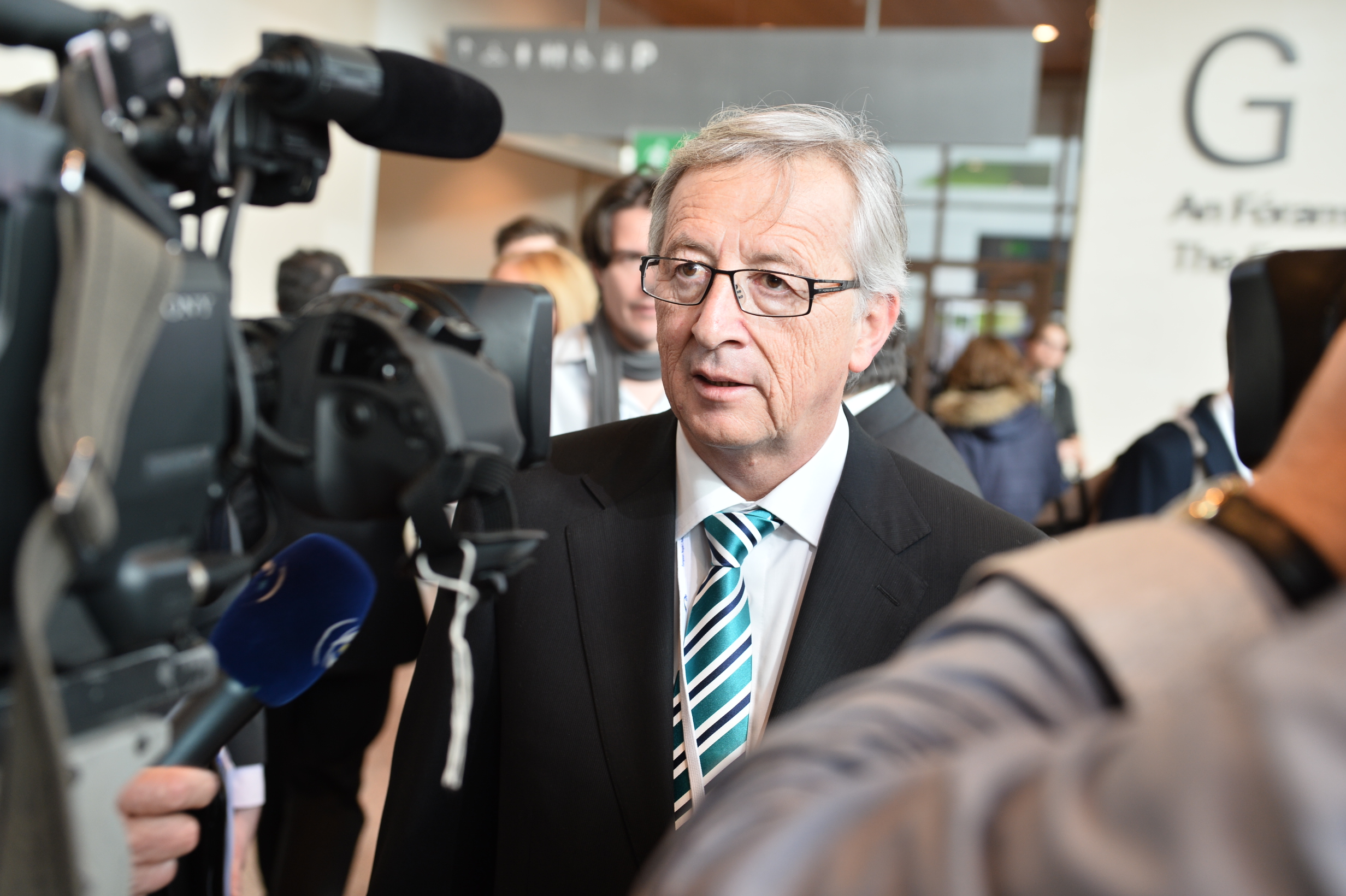
Жан-Клод Юнкер

Після витоку інформації вплив LuxLeaks на громадську думку був надзвичайно високим, оскільки він вивів на перший план суперечливу роль Жана-Клода Юнкера, президента Європейської Комісії, призначеного за кілька днів до витоку. Юнкер був прем'єр-міністром Люксембургу в той час, коли прийняли багато постанов, що уможливлювали ухилення від сплати податків у його країні. Міністр фінансів Люксембургу П'єр Граменна назвав витік «найстрашнішим нападом», що його коли-небудь зазнавала його країна. LuxLeaks створив дискусію про уникнення податків у Люксембурзі та інших країнах.

### Наступні дії в Європейському Парламенті
Після скандалу LuxLeaks групи, що виступають проти ЄС у Європейському Парламенті, включаючи Партію незалежності Великої Британії та французький Національний Фронт, висловили вотум недовіри команді Європейської Комісії разом з її президентом Ж.-К. Юнкером. Результатом голосування 27 листопада 2014 року стало відхилення Європарламентом вотуму недовіри, оскільки головні політичні групи підтримали Жана-Клода Юнкера.
12 лютого 2015 року Європейський парламент створив спеціальний комітет з питань податкових рішень у країнах-членах Європейського Союзу. Комітет складається з 45 членів і спочатку в нього було шість місяців, щоб повідомити про свої висновки. Цей спеціальний комітет обрали замість комісії з розслідування, у якої могло б бути значно більше повноважень. Деякі парламентарі розглядали такий вибір як політичну готовність не перешкоджати Жану-Клодові Юнкеру. У контексті своїх розслідувань спеціальна комісія надіслала запити на інформацію до Єврокомісії та держав-членів, організувала брифінги щодо розслідування, провела громадські слухання, а також делегації комітету відвідали кілька країн Європи. Комітет зіткнувся з небажанням багатонаціональних корпорацій давати свідчення. 26 жовтня 2015 року, наприкінці свого мандату, Комітет опублікував звіт з кількома рекомендаціями: подавати звіти по кожній країні щодо транснаціональної діяльності; представити Спільну консолідовану базу оподаткування корпорацій (СКБОК) у Європі; включити Європейську Комісію до автоматичного обміну інформацією щодо податкових постанов; та краще захистити викривачів. Наприкінці листопада 2015 року Європейський Парламент схвалив цей звіт на пленарному засіданні.
До червня 2016 року спеціальний комітет Європейського Парламенту відновили. Повторна активація комітету відбулася після розкриття у пресі документів, які продемонстрували, що деякі країни Європейської комісії понад десять років перешкоджають будь-якій реформі тих систем, які дозволяють агресивно уникати податків. Новий спеціальний комітет включає тих самих членів, що й попередній. Його метою є наслідування та поглиблення попередніх розслідувань щодо податкових постанов та податкової політики в країнах-членах Європейського Союзу.

### Наступні дії в Європейській Комісії
Першим кроком на рівні Європейської Комісії був Пакет податкової прозорості, який представив комісар П'єр Московісі 18 березня 2015 року. Головним чином він полягав у створенні системи автоматичного обміну інформацією про випереджувальні податкові рішення між податковими адміністраціями держав-членів. Неурядові організації (НУО) та члени Європейського Парламенту вважають ці заходи недостатніми, оскільки публічного оприлюднення рішень не очікують. У технічному документі, що супроводжує Пакет прозорості податків, LuxLeaks вважається головним мотивом рішення Комісії запобігати уникненню корпоративного податку. Ось чому деякі політики-антифедералісти побоюються, що Європейська Комісія використає LuxLeaks для просування стандартизації оподаткування.
У жовтні 2015 року європейські міністри фінансів дали оцінку даній системі автоматичного обміну інформацією про податкові правила між адміністраціями держав-членів, залишивши, втім, Європейську Комісію та громадськість взагалі поза цим інформаційним обміном. Автоматичний обмін інформацією щодо попереднього податкового рішення між податковими адміністраціями держав-членів набуває чинності з 1 січня 2017 року.
17 червня 2015 року Європейська Комісія здійснила другий крок і представила «План дій для чесного та ефективного корпоративного оподаткування в ЄС». Презентуючи план дій, Комісар П'єр Московісі сказав: «Корпоративне оподаткування в ЄС потребує радикальної реформи [і] кожен повинен платити свою справедливу частку». План дій щодо справедливого оподаткування пропонує відновити Спільну консолідовану базу оподаткування корпорацій, через чотири роки після попередньої спроби презентувати його опозиції держав-членів. Він також пропонує кілька заходів для досягнення ефективного оподаткування компаній у країнах, де отримуються прибутки. Комісія також опублікувала список 30 найбільших податкових гаваней серед країн, що не є членами ЄС. НУО висловили сумніви в тому, що цей план дій зможе успішно ліквідувати підміну прибутку багатонаціональних компаній, і підкреслили відсутність бажання швидких дій щодо цього.
27 січня 2016 року Європейська Комісія оприлюднила новий План дій, включаючи заходи проти ухилення від податків, такі як автоматичний обмін ключовою інформацією, пов'язаною з діяльністю багатонаціональних компаній. Однак для того, щоб його прийняти, цей план повинні одностайно затвердити держави-члени Європейського Союзу. Новий план дій вже оцінили НУО-експерти з податкового права, як надто слабкий засіб протидії ухилянню від сплати податків.
12 квітня 2016 року Європейська Комісія представила новий план вирішення проблеми ухилення від корпоративного податку. Дослідження Європейського Парламенту свідчить, що країни ЄС втрачають від 50 до 70 млрд євро податкових надходжень щороку через ухилення від сплати податку на прибуток підприємств.
У червні 2016 року країни-члени ЄС домовилися про боротьбу з основними інструментами оптимізації податків, що використовуються компаніями в Європі. Проте домовленість можна досягнути лише за умови включення пільг та збільшення термінів впровадження, які, як очікується, послаблять наслідки цієї угоди.
У жовтні 2016 року Європейська Комісія запропонувала створити Спільну консолідовану базу оподаткування корпорацій для компаній, що працюють в ЄС.

### Наступні кроки у G-20
Заходи щодо боротьби з мінімізацією податків обговорювалися лідерами, що взяли участь у саміті G-20 у Брисбені 2014 року, та включені до заключного комюніке лідерів країн Великої двадцятки: «Ми вживаємо заходів для забезпечення справедливості міжнародної податкової системи та забезпечення бази доходів країн. Прибуток повинен оподатковуватися там, де здійснюється економічна діяльність, яка отримує прибуток, і де вартість створюється.»
У листопаді 2015 року саміт G-20 в Анталії ухвалив план дій, розроблений Організацією економічного співробітництва та розвитку (ОЕСР) на початку жовтня. План розмивання оподатковуваної бази й виведення прибутку з-під оподаткування включає список з 15 заходів. НУО побоюються, що цього плану не буде достатньо для припинення уникнення податків багатонаціональними компаніями.

### Наступні кроки у Люксембурзі
Викриття LuxLeaks підкреслюють той факт, що податкові постанови є апріорі законними, але таємними відповідно до закону Люксембургу. Численні країни-члени Європи підписують податкові рішення (22 з 28 держав), але європейська статистика показує, що станом на 2014 рік Люксембург є тією європейською країною, яка має найбільшу кількість таких «милих податкових угод». Після розкриття LuxLeaks, у Люксембурзі продовжували домовлятись про податкові правила. Люксембурзька податкова адміністрація зазначила, що 2014 року було підписано 715 нових податкових рішень, а 2015 року — 726. Зміст цих постанов залишається таємницею: не відомі ні назви компаній, які отримують вигоду, ні отримані податкові ставки.
У травні 2016 року в деяких статтях у пресі повідомлялось про те, що Люксембург почав пропонувати багатонаціональним корпораціям деякі усні податкові рішення замість письмових, щоб вони залишались у таємниці. Люксембург спростував цю інформацію.
У грудні 2016 року уряд Люксембургу продемонстрував добру волю і змінив свої правила оподаткування для компаній, що ускладнює транснаціональним корпораціям можливість уникати сплати податків через міжнародну структуру. Проте, в січні 2017 року Ґардіан опублікував викриття, які показують, що Люксембург продовжує перешкоджати проведенню податкових реформ у Брюсселі, як це було у тому випадку, коли Жан-Клод Юнкер був прем'єр-міністром великого князівства.
У Люксембурзі викриття LuxLeaks часто розглядають як національну травму через стигматизацію країни, яка сприймають за кордоном як таку, що «прив'язана до банківської таємниці». Після LuxLeaks уряд Люксембургу розпочав політику брендингу нації, щоб поліпшити імідж країни. Проте, через судовий процес над інформаторами та журналістами, які взяли участь у витоку інформації, Люксембург і далі сприймали як податковий та юридичний притулок.

### Наступні дії у Великій Британії
У грудні 2014 року британський парламентський комітет громадських рахунків провів інтерв'ю з Кевіном Ніколсоном (керівником відділу оподаткування компанії PwC UK) вдруге за два роки. Маргарет Годж, голова комітету, звинуватила Ніколсона в тому, що він збрехав під час першого слухання перед LuxLeaks. Вона сказала: «Мені дуже важко повірити, що це щось інше, аніж схеми масового ринкового уникнення податків», та "Я думаю, що є три способи, як ви збрехали, і думаю, що ви торгуєте уникненням податків у промисловому масштабі. " Ніколсон заперечував, що компанія PwC масово торгує схемами уникнення податків.
6 лютого 2015 року Комітет громадських рахунків опублікував звіт під назвою «Ухилення від сплати податків: роль великих бухгалтерських фірм». Коментуючи доповідь, голова комітету Маргарет Годж сказала, що діяльність компанії PwC є «ні чим іншим, як сприянням уникненню податків у промисловому масштабі». Під час розслідування комітет заслухав британську філію компанії PwC та великі компанії, які скористалися податковими рішеннями.
У березні 2015 року уряд Сполученого Королівства оголосив про запровадження податку на перенаправлений прибуток для усунення фірм, що створюють схеми уникнення податків.

## Викривачі LuxLeaks та суд над ними
За даними Міжнародного консорціуму журналістських розслідувань (МКЖР), файли, що використовуються для викриття LuxLeaks, походять від співробітників або колишніх співробітників люксембурзьких дочірніх компаній міжнародних бухгалтерських фірм: PwC, EY, Deloitte і KPMG («Велика четвірка»).
У період з грудня 2014 року по квітень 2015 року в Люксембурзі трьом особам висунули обвинувачення у зв'язку з викриттями LuxLeaks. Жодній багатонаціональній корпорації не висунули ніяких звинувачень у жодній країні або на міжнародному рівні, оскільки податкові рішення і досі є законними.

### Антуан Дельтур, головне джерело витоку інформації

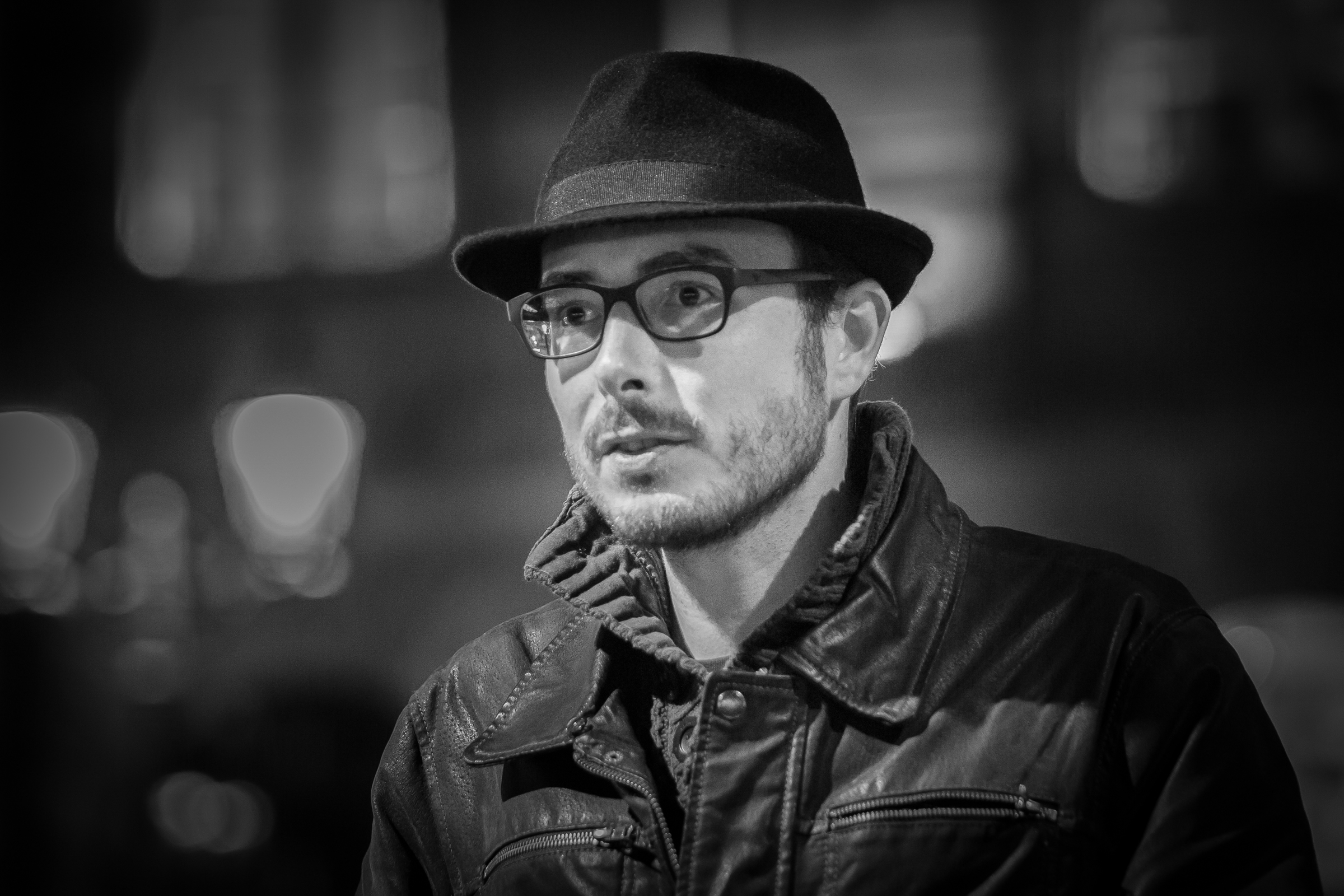
Антуан Дельтур (2015)

12 грудня 2014 року прокуратура Люксембургу заявила, що суддя-слідчий звинуватив когось у крадіжці, розголошенні конфіденційної інформації та комерційної таємниці, відмиванні коштів та шахрайстві після скарги, поданої компанією PwC проти колишнього співробітника у 2012 році. 14 грудня 2014 року Антуан Дельтур — 28-річний француз — виявив себе і сказав, що його мотивація є суспільно корисною, а не фінансовою. Він заявив, що файли, які він копіював, не були захищені і що він не зламав жодної системи. Він сказав, що не має контакту з МКЖР, який розкрив документи LuxLeaks, і не намагався приховати те, що робив. Він скопіював файли, тому що вважав, що «цей тип даних може документувати практику податкових постанов, яка була невідома широко, особливо якщо говорити про масштаби».
Підтримка молодого французького викривача поступово зростала. 23 грудня 2014 року понад 70 політиків, науковців, керівників профспілок та лідерів благодійних організацій у всьому світі підписали у Ґардіан відкритий лист проти рішення Люксембургу переслідувати Антуана Дельтура. 10 березня 2015 року французька газета Libération опублікувала статтю у редакторській колонці, підписану багатьма французькими та міжнародними підписантами, включаючи Едварда Сноудена, Томаса Пікетті та Єву Джолі. Комітет з підтримки Антуана Дельтура створив публічну петицію, яка зібрала понад 212 тисяч підписів у листопаді 2016 року.
3 червня 2015 року Антуана Дельтура нагородили Премією європейських громадян Європейського Парламенту, яку щорічно присуджують європейцям за сприяння європейському громадянству та взаємному культурному порозумінню. 10 вересня 2015 року Антуана Дельтура, разом з двома іншими інформаторами, Стефані Гібо та Едвардом Сноуденом, номінували на премію Сахарова 2015 року за свободу думки. У грудні 2015 року Антуана Дельтура визнали «Людиною року 2015» від професійного журналу Такс Ноутс Інтернешнл за впливову роль, яку він зіграв у формуванні нового міжнародного податкового права.

### Інші джерела витоків інформації
Нові назви компаній, які користувалися податковими постановами, викрили в грудні 2014 року («LuxLeaks 2»). Ці назви показують, що інші витоки інформації йшли з компанії PwC, а також інших бухгалтерських фірм, розташованих у Люксембурзі.
23 січня 2015 року Рафаелю Але, іншому колишньому працівнику компанії PricewaterhouseCoopers, висунули подібні до Антуана Дельтура звинувачення, після витоку 16 податкових декларацій американських компаній. Цього працівника звільнили через витік інформації. Його особистість зберігалася в таємниці до початку судового розгляду, оскільки Але підписав секретну угоду з компанією PwC, що змусила його мовчати.
23 квітня 2015 року журналіста Едуарда Перрена звинуватили в Люксембурзі за співавторство або співучасть у злочинах, скоєних колишнім співробітником компанії PwC, якому висунули звинувачення 23 січня. Журналістські організації розглядають це рішення суду як замах на свободу преси.

### Судове засідання щодо LuxLeaks

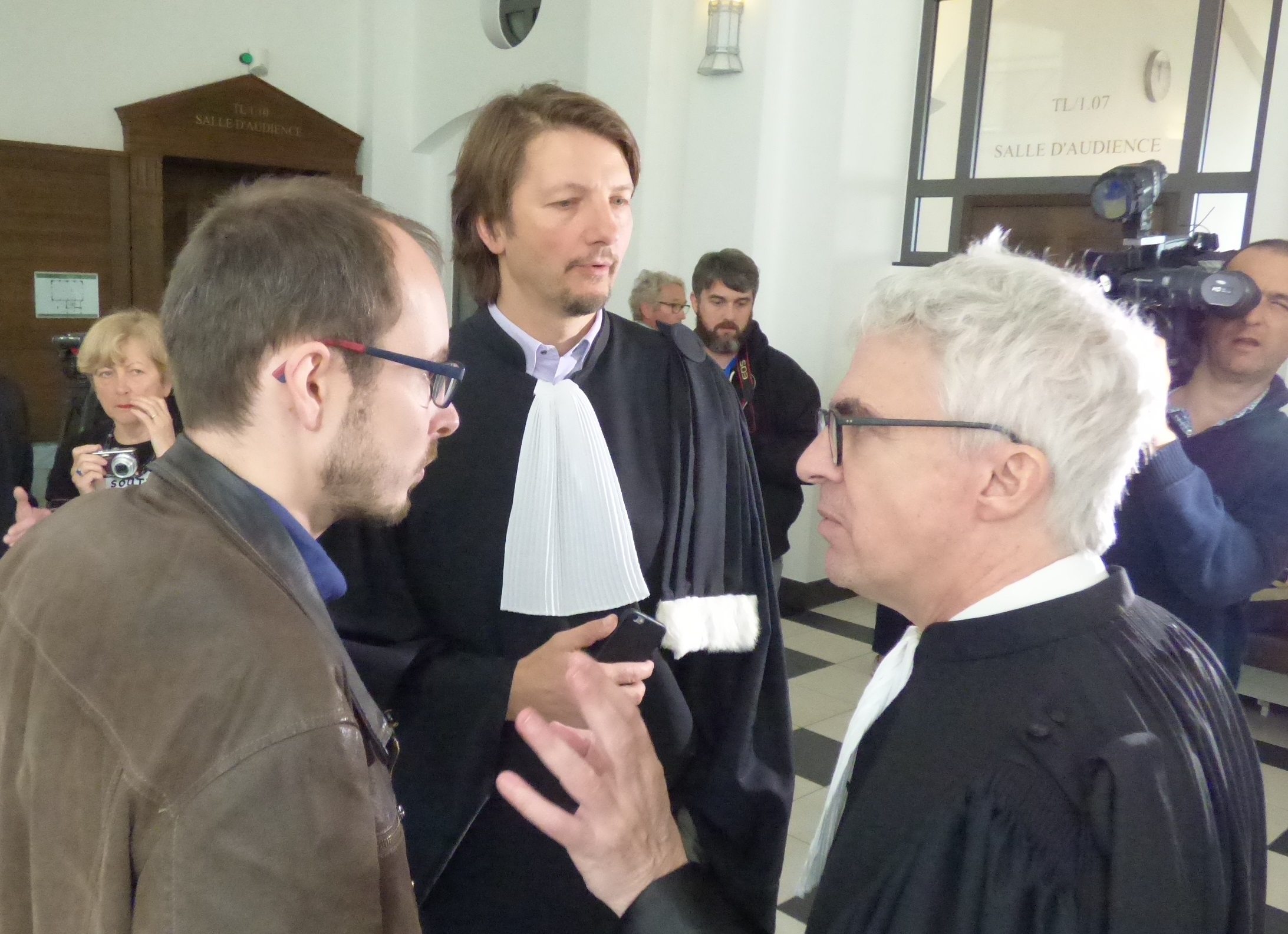
Антуан Дельтур і його адвокати Філіпп Пеннінґ (у центрі) та Вільям Бурдон (праворуч) у Кримінальному суді Люксембургу.

Після скарги компанії Прайз Вотергауз Куперз, судовий процес над тими трьома особами, що взяли участь у розкритті таємних податкових угод, провели в Кримінальному суді Люксембургу з 26 квітня по 11 травня 2016 року, за вісім слухань по пів-дня, замість п'яти запланованих.
Прокурор та адвокати позивача (PricewaterhouseCoopers) нагололосили, що розкриття секретних документів є правопорушенням. На думку адвокатів колишніх співробітників аудиторської фірми, Антуан Дельтур і Рафаель Але діяли лише з тією мотивацією, щоб захистити загальні інтереси. Під час їхніх слухань Антуан Дельтур і Рафаель Але наголосили на своїй ролі викривачів, які розкривають агресивні практики оптимізації оподаткування багатонаціональних компаній, що є аморальними і надзвичайно шкідливими для загального добра. Адвокати журналіста Едуарда Перрена стверджували, що він діяв тільки професійно і не сприяв витокам інформації.
Наприкінці судового розгляду прокурор вимагав 18-місячного тюремного ув'язнення для двох викривачів (можливо, повністю умовне покарання), а також накласти штрафи на них та на журналіста (суму не вказано). Адвокати PricewaterhouseCoopers просили обвинувачувальний вирок та 1000 євро відшкодування збитків. Усі захисники заявили про невинність своїх клієнтів, опираючись на свободу вираження, як її тлумачить Європейський суд з прав людини. Вердикт винесли 29 червня 2016 року. Антуана Дельтура засудили до 12-місячного тюремного ув'язнення і штрафу в розмірі 1500 євро. Рафаеля Але засудили до тимчасового позбавлення волі на 9 місяців і штрафу в розмірі 1000 євро. Едуарда Перрена, журналіста, який першим оприлюднив викриття, виправдали.
У засобах масової інформації широко висвітлювали суд LuxLeaks, оскільки він символізував сучасні труднощі, з якими стикаються викривачі, та їх недостатній захист у Європі. 2016 року ЄС прийняв нові правила щодо комерційної таємниці компаній; тим часом проект директиви про загальний захист викривачів не просунувся вперед. Суд також порушив питання про легітимність податкових практик, розкритих справою Luxleaks. Зіткнувшись з несправедливістю судового розгляду, підсудні здобули багато прихильників під час судового розгляду, а також вони були перед приміщенням та всередині Люксембурзького суду.
У липні 2016 року Антуан Дельтур і Рафаель Але вирішили оскаржити свої вироки. Наприкінці липня прокурор Люксембургу також оскаржив вердикт, щоб забезпечити повний розгляд справи та уникнути її скорочення. Виправдальний вирок журналіста Едуарда Перрена підлягав перегляду.
Перед початком апеляційного судового розгляду 108 депутатів Європарламенту підписали відкритий лист-звернення до викривачів, щоб «висловити [свою] підтримку та солідарність з [викривачами] у світлі судового провадження проти них у Люксембурзі. [Вони] вітають їхню мужність впродовж останніх років та їхню наполегливість у спробі скасувати вердикт від 29 червня.»
Апеляційний суд проходив у Люксембурзі з 12 грудня 2016 року по 9 січня 2017 року та включав п'ять засідань по півдня. Апеляційний суд, головним чином, зосередився на суперечливих аргументах щодо критеріїв Європейського суду з прав людини, які використовували для того, щоб визнати когось викривачем. На думку адвокатів Дельтура та Але усі критерії відповідали дійсності, хоча й були оскаржені прокурором і позивачем. Захист Але також оскаржив незаконність політики податкових органів Люксембургу стосовно податкових постанов згідно з поданими фактами. У його обвинувальному акті прокурор вимагав скорочення покарання порівняно з вироками, винесеними судом першої інстанції. Він також попросив виправдати журналіста Едуарда Перрена. Захист виступав за виправдання кожного з трьох обвинувачених. Вироки Антуана Дельтура та Рафаеля Але зменшили внаслідок їхніх апеляцій відповідно. Дельтур отримав 6-місячний тюремний термін та штраф у розмірі 1500 євро, тоді як Але отримав штраф у розмірі 1000 євро. Журналіста Едуарда Перрена виправдали.